# Октябрьское сельское поселение (Курганинский район)
Октябрьское сельское поселение — муниципальное образование в составе Курганинского района Краснодарского края России.
В рамках административно-территориального устройства Краснодарского края ему соответствует Октябрьский сельский округ.
Административный центр — посёлок Октябрьский.

## Население
| 2010  | 2012  | 2013  | 2014  | 2015  | 2016  | 2017  |
| ----- | ----- | ----- | ----- | ----- | ----- | ----- |
| 2204  | ↘2201 | ↘2165 | ↘2157 | ↗2176 | ↘2166 | ↘2137 |
| 2018  | 2019  | 2020  | 2021  | 2023  |       |       |
| ↘2099 | ↘2077 | ↘2056 | ↘2031 | ↘1965 |       |       |

## Населённые пункты
В состав сельского поселения (сельского округа) входят 5 населённых пунктов:
| № | Населённый пункт | Тип населённого пункта | Население (чел.) |
| - | ---------------- | ---------------------- | ---------------- |
| 1 | Октябрьский      | посёлок                | ↘1407            |
| 2 | Восточный        | посёлок                | ↘130             |
| 3 | Комсомольский    | посёлок                | ↘330             |
| 4 | Мира             | посёлок                | ↘210             |
| 5 | Северный         | посёлок                | ↘127             |